# Gerres nigri
Gerres nigri, a mojarra listrada guineense, é uma espécie de mojarra nativa do Oceano Atlântico oriental. Habita estuários, águas costeiras e lagoas. Esta espécie pode atingir um comprimento máximo de 20 cm por 15 cm sendo um tamanho mais comum.

## Descrição
A mojarra listrada guineense cresce até um comprimento máximo de 20 cm e tem um corpo compacto e comprimido lateralmente. O focinho é curto, as narinas se fecham e a boca é saliável. A barbatana dorsal é profundamente entalhe e tem nove espinhas e dez raios macios, enquanto a barbatana anal tem três espinhas e oito raios macios. A barbatana peitoral é longa, estendendo-se para além da origem da barbatana anal. A parte de trás do peixe é marrom-oliva e os flancos prateados, com faixas longitudinais escuras. Os jovens têm duas fileiras longitudinais de manchas pretas nas barbatanas dorsais e algumas barras escuras nas laterais.

## Distribuição e habitat
A mojarra listrada guineense é um peixe costeiro nativo do Oceano Atlântico oriental tropical. seu alcance se estende do Senegal ao norte de Angola, incluindo ao redor das ilhas no Golfo da Guiné a profundidades de cerca de 60 metros.

## Relação com humanos
Este peixe é objeto de pesca artesanal e de pequena escala em toda a sua gama. Ele é pego por arrasto, redes inferiores e equipamentos de linha, e é comido fresco ou seco, raramente sendo feito em farinha de peixe. É um peixe comum em toda a sua gama, e embora possa ser afetado pela sobrepesca, desenvolvimento costeiro e poluição da água em alguns lugares, a União Internacional para a Conservação da Natureza avaliou seu estado de conservação global como sendo de "menor preocupação".